# De Meern

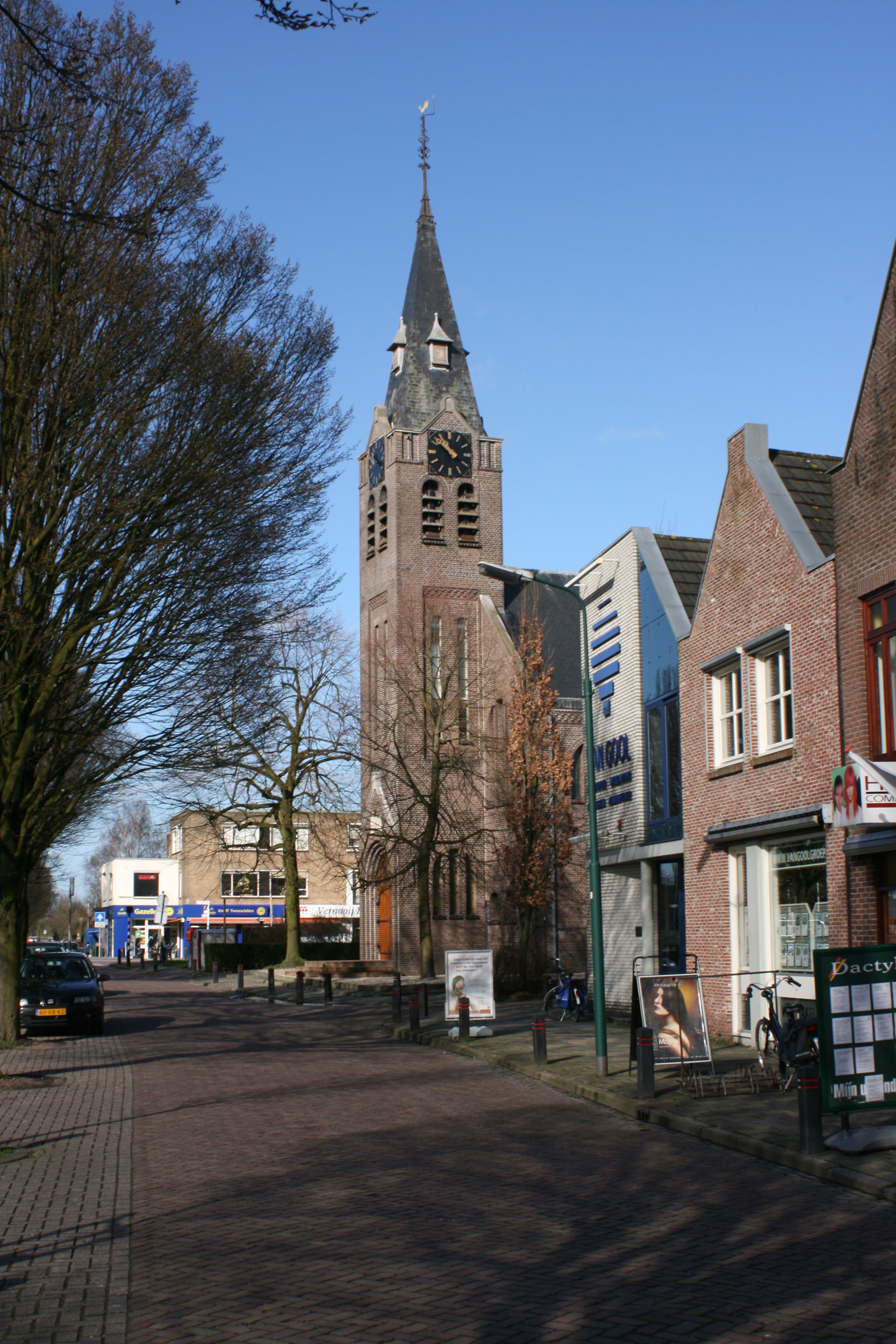
De Marekerk aan de Zandweg

De Meern is een woonplaats in het westen van de Nederlandse gemeente Utrecht.
Tot 2001 vormden de woonplaatsen De Meern, Vleuten en Haarzuilens samen de gemeente Vleuten-De Meern. Op 1 januari 2001 werd deze gemeente bij de gemeente Utrecht gevoegd. Daarbij behielden De Meern, Vleuten en Haarzuilens hun status van woonplaatsen. Samen met het ten zuiden van De Meern gelegen poldergebied Rijnenburg vormen zij thans de wijk Vleuten-De Meern binnen de gemeente Utrecht.
Vóór 1997 lag tussen de dorpskernen van Vleuten en De Meern en het Amsterdam-Rijnkanaal een landelijk gebied met vooral glastuinbouw en weidegrond. Thans is dit gebied geheel verstedelijkt en draagt het de wijknaam Leidsche Rijn. Samen met de sterk gegroeide woonplaatsen Vleuten en De Meern vormt het een stedelijk gebied binnen de gemeente Utrecht, gelegen ten westen van het Amsterdam-Rijnkanaal. Dit gebied heeft in 2025 ongeveer 101.400 inwoners, van wie ruim 22.000 in De Meern, ruim 28.000 in Vleuten en ruim 51.000 in Leidsche Rijn. 
Een bijzonder gebouw in De Meern is het gereconstrueerde Romeinse fort Castellum Hoge Woerd met daarin het permanent tentoongestelde Romeinse schip De Meern 1. Zie voor meer hierover onder het kopje 'Cultuur'.

## De plaatsnaam
De oude dorpskern van De Meern ligt bij het begin van de Meerndijk. Deze dijk werd omstreeks het jaar 1200 aangelegd om de laag gelegen polders ten westen ervan te beschermen tegen water uit het hoger gelegen Utrechtse rivierengebied. De middeleeuwse naam van deze dijk was de Marne of Meern. De plaats De Meern is hiernaar genoemd. Aan het begin van de dijk lag (en ligt nog steeds) de Meernbrug. Deze gaf toegang tot de dijk en was van belang voor het wegverkeer tussen Utrecht en Montfoort en verder. In de late middeleeuwen ontwikkelde deze plek zich tot een bescheiden knooppunt van wegen over land en vaarwegen en ontstond hier een kleine nederzetting. De inwoners ervan woonden, zo zei men, aan de Meern, dat wil zeggen: aan of dicht bij de dijk met de naam 'Meern'. Tot in de twintigste eeuw is deze uitdrukking in gebruik geweest. Heden ten dage noemen vele (oud-)inwoners van De Meern zichzelf Merenees.

## Geografie

### Ligging
De Meern ligt ten noordwesten van het verkeersknooppunt Oudenrijn. Het grootste deel van de bebouwde kom ligt tussen de A12 en het kanaal Leidse Rijn; een kleiner deel ligt ten noorden van de Leidse Rijn.
De Meern wordt begrensd door
- in het noorden en oosten: de Utrechtse wijk Leidsche Rijn.
- in het zuiden: de voormalige polder Heicop en de buurtschap Achthoven
- in het westen: Harmelen
- in het noordwesten: Vleuten.

### Buurten

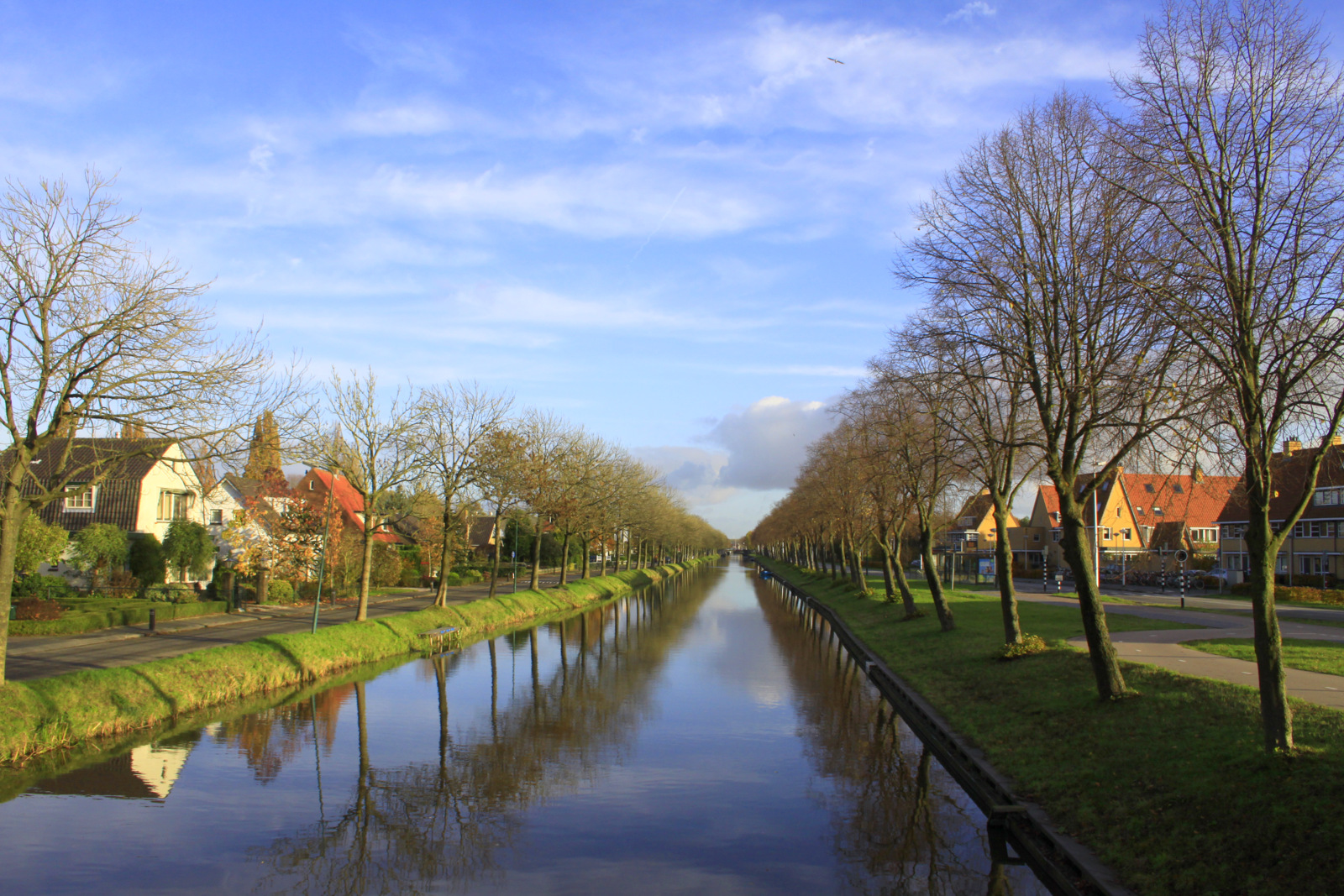
De Leidse Rijn gezien vanaf de Kloosterbrug, die de Zandweg in Het Weer (links) en De Balije (rechts) met elkaar verbindt

De Meern is opgedeeld in de volgende buurten:
- De Meern Noord (buurtnummer 10.31) ten noorden van de Leidse Rijn. Hiertoe behoren De Woerd, Het Weer, Parkrand De Meern en de Zandweg tussen de Langerakbrug en de Loobrug;
- De Meern Zuid (buurtnummer 10.32), bestaande uit
  - het gebied ten zuiden van de Leidse Rijn, ten westen van het Meentpark, ten noorden van de A12 en ten oosten van het Kloosterpark;
  - de buurtschap Reijerscop ten zuiden van de A12;
- Bedrijvengebied Oudenrijn (buurtnummer 10.33). Hiertoe behoren de Zandweg ten oosten van de Langerakbrug en het gebied ten zuiden van de Leidse Rijn en ten oosten van het Meentpark;
- Veldhuizen (buurtnummer 10.24) ten zuiden van de Leidse Rijn, ten westen van De Meern Zuid en ten noorden van de A12;
- de Zandweg ten westen van de Loobrug in Vleuterweide Zuid (buurtnummer 10.23).

### Bereikbaarheid
- De Meern Zuid ligt bij de afrit De Meern van de A12.
- De buurt Veldhuizen is te bereiken via de afrit De Meern West van de A12.
- De Meern Noord en Oudenrijn zijn te bereiken via de N198 na het verlaten van de A2 bij Utrecht Papendorp of de A12 bij De Meern.
- Er zijn frequente en snelle busverbindingen met onder andere de treinstations Utrecht Centraal, Utrecht Vaartsche Rijn, Utrecht Leidsche Rijn en Vleuten, met de binnenstad van Utrecht en met het Utrecht Science Park. Ook tussen De Meern en de naburige plaatsen Harmelen en Montfoort rijden veel bussen.
- Een 6 km lange fietsroute loopt van het Utrechtse Domplein via de Dafne Schippersbrug naar de Meernbrug.

### Aantal inwoners
Op 1 januari 2024 telde De Meern iets meer dan 22.000 inwoners, die als volgt waren verdeeld over de vijf buurten: 5.996 in De Meern Noord, 6.512 in De Meern Zuid, 263 in Bedrijvengebied Oudenrijn, 9.205 in Veldhuizen en een onbekend klein aantal in Vleuterweide Zuid. 

### Samenstelling van de bevolking (situatie 2019)[6]

#### Inleiding
Over het algemeen zijn de verschillen tussen de buurten van De Meern niet groot wat betreft bevolkingssamenstelling.
De buurt die het meest afwijkt van het gemiddelde is het dunbevolkte Bedrijvengebied Oudenrijn. Het gemiddeld inkomen is hier duidelijk hoger dan in de andere buurten, maar dit geldt ook voor de aantallen diefstallen, vernielingen en geweldsmisdrijven per 1.000 inwoners. In de drie andere buurten van De Meern liggen de criminaliteitscijfers ongeveer de helft lager dan in de hele gemeente Utrecht.
De op een na meest afwijkende buurt is De Meern Zuid. Hier is het grootste deel van de huizen gebouwd in de jaren 1960 en 1970 en daarvan een groot deel als huurwoningen van de gemeente Vleuten-De Meern. Later werden vele daarvan verkocht aan bewoners. Dat hier meer ouderen en minder kinderen wonen en het gemiddeld inkomen lager ligt dan in de andere buurten, heeft mogelijk te maken met deze historische achtergrond. 
Tussen de buurten De Meern Noord, De Meern Zuid en Veldhuizen bestaan de volgende opvallende overeenkomsten. Globaal genomen is 3/4 deel van de huizen koopwoning en 1/4 deel huurwoning. In elk van deze drie buurten is zo'n 86% van de huizen eengezinswoning en 14% appartement.

#### Samenstelling naar leeftijd
26% van de Meernse bevolking is jonger dan 18 jaar. In de hele gemeente Utrecht is dit 20%. Vooral in De Meern Noord en Veldhuizen wonen veel minderjarigen, namelijk 28% van de bevolking aldaar.
Voor de groep jongvolwassenen (18 t/m 34 jaar) is het beeld als volgt: in de gemeente Utrecht valt ruim 1/3 van de bevolking in deze categorie, mede door de vele studenten, in De Meern is het aandeel van deze leeftijdsgroep 16,5%.
De groep van middelbare leeftijd (35 t/m 54 jaar) is in De Meern relatief sterk vertegenwoordigd met 33%, tegen 27% in de hele gemeente Utrecht. Deze leeftijdsgroep bestaat voor een belangrijk deel uit ouders van minderjarigen. In de kinderrijke buurten De Meern Noord en Veldhuizen is het percentage van deze leeftijdsgroep het hoogst, namelijk 37%.
Een kwart van de Meernse bevolking is ouder dan 55 jaar, tegenover 19% in de gemeente Utrecht. Veldhuizen zit op dit Utrechtse gemiddelde. In de drie andere buurten van De Meern is het percentage 55-plussers hoger; het hoogste in De Meern Zuid, namelijk 35%.

#### Samenstelling naar migratie-achtergrond
Wat dit aspect betreft, is er een verschil tussen Veldhuizen en de drie andere buurten. In Veldhuizen heeft 69% van de inwoners twee ouders die in Nederland zijn geboren, 9% heeft ten minste één ouder die in een ander westers land  is geboren, 5% heeft ten minste één ouder die geboren is in Suriname of in het tot het Koninkrijk der Nederlanden behorende deel van de Antillen en 17% heeft ten minste één ouder die geboren is in een ander niet-westers land. In de drie andere buurten zijn deze percentages respectievelijk 83%, 8%, 2% en 7%, met nauwelijks onderlinge verschillen. In de gemeente Utrecht zijn deze percentages, 65%, 12%, 3% en 20%.

#### Gemiddeld jaarinkomen
Het gemiddeld jaarinkomen per inwoner van De Meern bedraagt € 29.300. In Oudenrijn is dit € 36.600, in De Meern Noord € 32.600, in Veldhuizen € 28.500 en in De Meern Zuid € 27.300. In de gemeente Utrecht is het gemiddeld jaarinkomen € 28.000.

## Geschiedenis

### Geschiedenis in vogelvlucht
In de Romeinse tijd liep de noordelijke grens van het Romeinse Rijk door het grondgebied van het huidige De Meern. Dankzij archeologische opgravingen is de kennis over het verblijf van de Romeinen in deze streek sterk toegenomen. Ook zijn vele voorwerpen opgegraven, waaronder een compleet Romeins schip dat permanent is tentoongesteld in het museum Castellum Hoge Woerd.  
De geschiedenis van het in de late middeleeuwen ontstane dorp De Meern is nauw verweven met die van de ontginning van het gebied tussen de stroomruggen van de Rijn en de Hollandse IJssel. Bij de Meernbrug aan het begin van de Meerndijk ontstond een kleine nederzetting. Deze lag aan een van oost naar west lopende polderwetering. In 1381 werd deze wetering verbreed tot een kanaal voor de scheepvaart. In 1665 vonden nogmaals verbeteringen plaats, nu ten behoeve van de trekvaart tussen Utrecht en Leiden. Zo ontstond de huidige Leidse Rijn en kon de nederzetting bij de brug uitgroeien tot een klein dorp met onder andere een kerk, een school, een herberg, een hoefsmederij en een broodbakkerij.
In de twintigste eeuw veranderde De Meern van klein plattelandsdorp in een woonplaats met boeren, fruittelers, tuinders, ondernemers in handel, nijverheid en dienstverlening, werknemers in al deze sectoren en forensen. Sinds 1997 wordt de ontwikkeling van De Meern in hoge mate bepaald door de snelle groei van de stad Utrecht. Sinds 2001 is De Meern een woonplaats binnen de gemeente Utrecht. Boeren, tuinders en fruittelers zijn dan al vertrokken of gestopt met hun bedrijf. Anno 2020 is De Meern ten noorden van de A12 zo goed als volgebouwd.

## Bijzondere gebouwen en percelen

### Religieuze gebouwen en begraafplaatsen
- Mariakerk (rooms-katholiek), Pastoor Boelenslaan 11, rijksmonument.[8][9] Deze kerk, gewijd aan Onze Lieve Vrouw ten Hemelopneming, werd gebouwd in 1940 in Delftse-school-stijl naar het ontwerp van architect H.C. van de Leur. De pastorie, die via een gang met de kerk verbonden is, maakt deel uit van het complex. Het interieur is rijk aan voorwerpen van beeldende kunst. Het in 1888 door Michaël Maarschalkerweerd gebouwde orgel was door de parochianen Johannes Oostrom (1863-1917) en zijn echtgenote M. Pouw geschonken ten behoeve van de vorige parochiekerk bij de Stadsdam. In 1940 werd dit orgel naar de toen gereed gekomen nieuwe kerk overgebracht. Aan de zuidzijde van de kerk ligt de Rooms-katholieke Begraafplaats.
- Sociaal-Cultureel Centrum De Schalm, Oranjelaan 10, eigendom van de rooms-katholieke parochie. Het heeft een ontmoetingsruimte en verschillende zalen, waaronder een toneelzaal. De Schalm functioneert vooral dankzij de inzet van vele vrijwilligers.
- Metaal Kathedraal, Rijksstraatweg 20, Utrecht, voorheen de Rooms-Katholieke Kerk van Onze Lieve Vrouw ten Hemelopneming, waarvoor de huidige Mariakerk (zie hierboven) in de plaats is gekomen. Na de sluiting in 1940 werd het gebouw tot fabriek getransformeerd. Het kerkelijk gezag eiste dat aan de buitenkant alles zou worden verwijderd dat het gebouw op een kerk deed lijken. Binnen is de vroeg-neogotische kapconstructie nog aanwezig. Anno 2025 is dit gebouw in gebruik als kunstzinnige en culturele broedplaats.
- Marekerk (protestants), Zandweg 126, gemeentelijk monument. Omstreeks 1400 werd op deze plaats een kapel gewijd aan Sint-Antonius Abt gebouwd. In 1580 kwam een einde aan de R.K. missen in deze kapel. In 1634 werd de vervallen kapel verbouwd tot hervormde kerk. In 1912 werd besloten tot afbraak van deze te klein geworden kerk en nieuwbouw op dezelfde plaats. Het resultaat was het huidige kerkgebouw in art-nouveaustijl. De naam Marekerk dateert van 16 september 2001, toen de hervormden en gereformeerden van De Meern met elkaar fuseerden tot Protestantse Wijkgemeente De Meern.
- Vereenigingsgebouw De Zandweg, Zandweg 148, eigendom van de Protestantse Wijkgemeente De Meern. Het werd in 1931 gesticht door de toenmalige Nederlandse Hervormde Gemeente De Meern. Achter dit gebouw bevindt zich de Protestantse Begraafplaats De Meern.
- Zaalkerkje, Alendorperrweg 57, Vleuten, gemeentelijk monument, gebouwd in 1894 ten behoeve van de Gereformeerde Kerk van Vleuten en De Meern. In 1951 vertrokken de gereformeerden naar een nieuw kerkgebouw en werd de Gereformeerde Kerk Vrijgemaakt van Vleuten-De Meern eigenaar van het zaalkerkje. In 2017 werd het verkocht aan een particulier, omdat het ook voor deze kerkgemeenschap te klein was geworden.
- Kerk aan het Lint, Alendorperweg 103, Vleuten, kerkgebouw van de Nederlandse Gereformeerde Kerken, op 13 juli 2019 in gebruik genomen.
- Woerdlaan 14, voormalig kerkgebouw van de Gereformeerde Kerk van Vleuten-De Meern, gebouwd in 1951, verlaten in 2001 toen de gereformeerden en Nederlands-hervormden met elkaar fuseerden en de Marekerk (zie hierboven) hun enige kerkgebouw werd.
- Islamitisch Cultureel Centrum Leidsche Rijn, Pratumplaats 3. Dit in 2016 geopende gebouw is een moskee en tevens islamitisch cultureel centrum. Het bestuur bestaat uit leden van de Nederlands-Marokkaanse gemeenschap.
- Shri Ganesh Mandir, Mereveldlaan 2, hindoeïstische tempel.

### Andere gebouwen en bezienswaardigheden

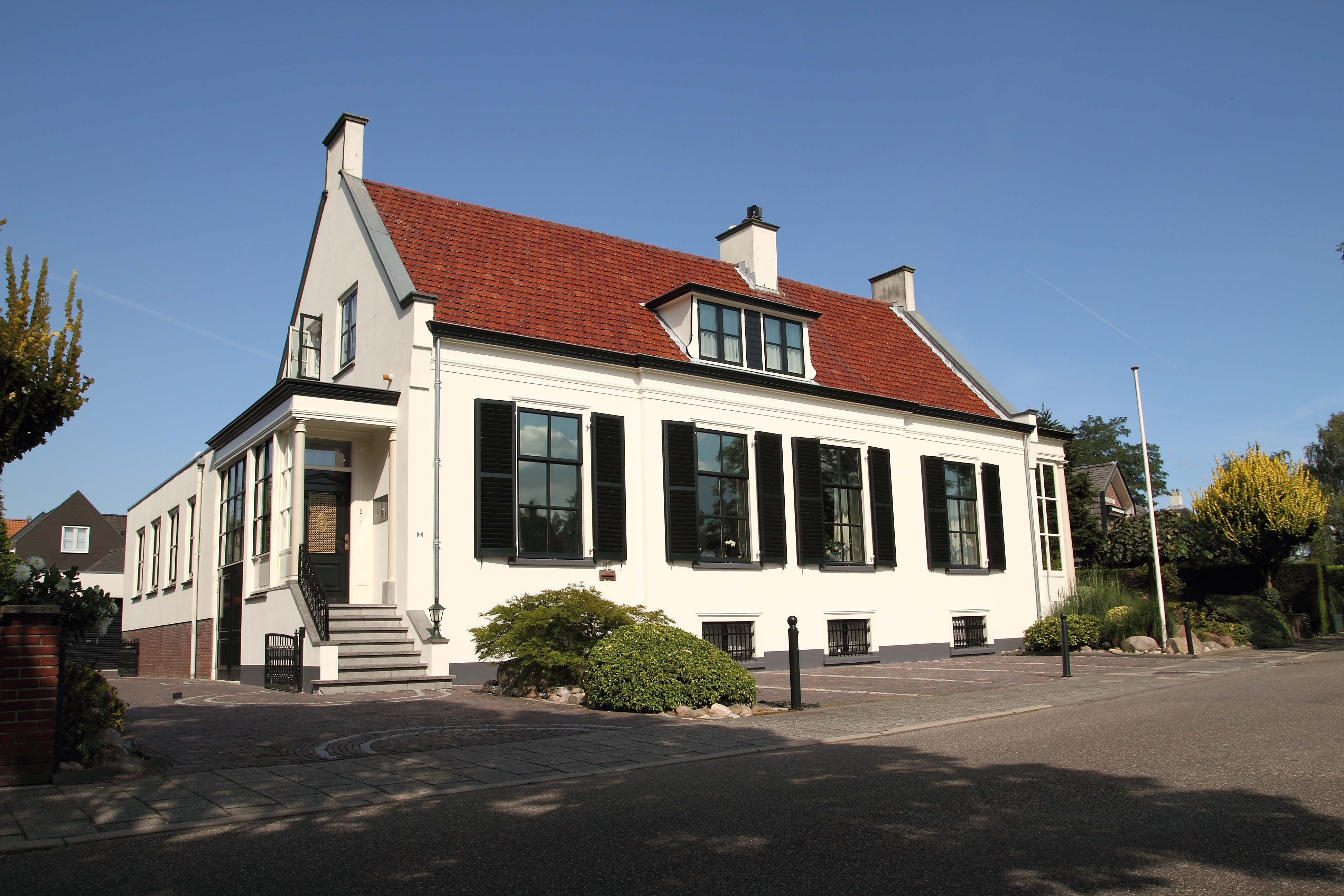
Huis Overvliet aan de Zandweg

- Zandweg 82, vermoedelijk 17e-eeuws woonhuis, rijksmonument.[10] Lange tijd droeg het de naam Overvliet [11], naar de verdwenen vliet De Meent, die bij dit huis in de Leidse Rijn uitmondde. Na een splitsing in twee woningen fungeerde de oostelijke woning in de jaren 1940 als gereformeerde pastorie. Het droeg de naam La Finca vanwege de zuilen in de veranda. In de jaren 1960 was in de vergrote westelijke woning de Coöperatieve Raiffeisenbank gevestigd. De directeur woonde in La Finca.
- Helena's Oord, Zandweg 101. Boerderij van het type herenhuis uit de periode 1860-1880 op de hoek van de Zandweg en de Woerdlaan. Achter de woning ligt evenwijdig aan de Woerdlaan een grote langwerpige schuur, die uit dezelfde periode stamt. Herenhuis en schuur zijn beide rijksmonument.[12][13]
- Vleuterweide, Zandweg 200, boerderij uit de 18de eeuw, rijksmonument.[14]
- Goedenburch, Zandweg 225, boerderij uit de 17de eeuw, rijksmonument.[15]
- Zandweg 147, de in 1883 gebouwde voormalige pastorie van de Nederlandse Hervormde Gemeente De Meern[16]
- Rijksstraatweg 74, woonhuis uit 1830, in 1836 verbouwd tot broodbakkerij en in 1890 tot gemeentehuis van Oudenrijn. Een gedeelte van dit gebouw diende als woning van de veldwachter en er was een stalling voor de brandspuit. Na de opheffing van de gemeente Oudenrijn per 1 januari 1954 kwam hier een huisarts met zijn praktijk. In 2012 kocht een particulier het gebouw, dat inmiddels was verklaard tot gemeentelijk monument, en liet het grondig restaureren en verbouwen.[17]
- Meerndijk 7, voormalig garagebedrijf met showroom en woning op de bovenverdieping, gebouwd in 1913. Dit pand met een voor die tijd modern uiterlijk is een gemeentelijk monument.

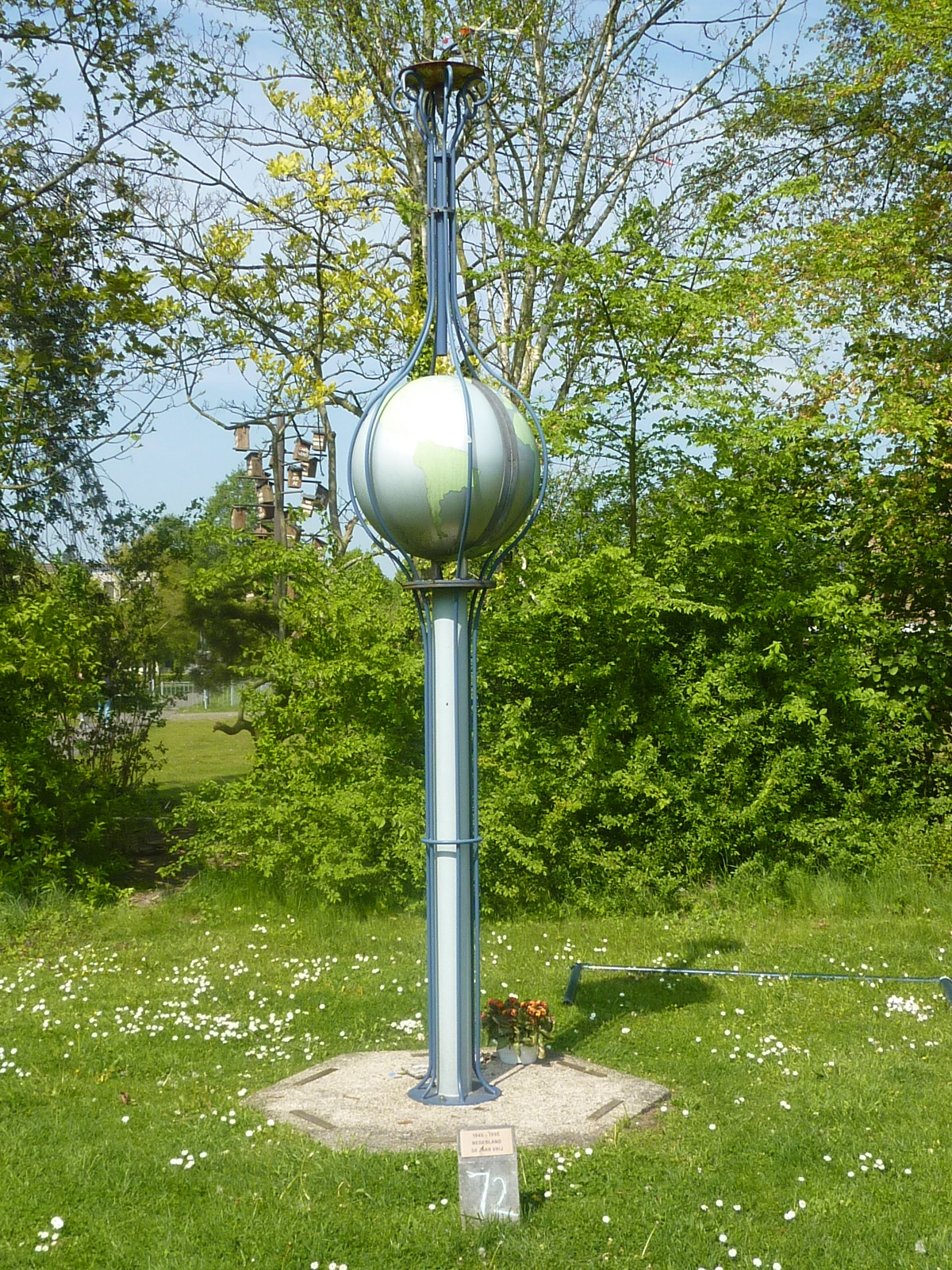
Bevrijdingsmonument

- Bevrijdingsmonument bij het kruispunt van de Oranjelaan en de Mereveldlaan, gedenkteken dat 50 jaar na de Bevrijding op initiatief van de Oranjevereniging tot stand kwam.
- Rijksstraatweg 128, pompstation/machinegbouw van de voormalige Drinkwaterleiding West-Utrecht, gebouwd in 1927 in Nieuw Zakelijke Stijl. Het is een industrieel gemeentelijk monument.
- Gemaal De Dompelaar aan de Achtkantemolenvliet iets ten noorden van en zichtbaar vanaf de Mauritslaan. Het gemaalhuis dateert uit 1894 en is een industrieel gemeentelijk monument.
- Reconstructie van het Romeinse Castellum op de Hoge Woerd, gereed gekomen in augustus 2015. Op het door archeologen grondig onderzochte terrein zijn ook resten van een Romeins badhuis en een Romeinse wachttoren aangetroffen. De contouren van het badhuis zijn zichtbaar gemaakt en er is een replica van de wachttoren gebouwd. Zie ook onder de kop 'Cultuur'.
- Politie De Meern, Burgemeester Middelweerdplaats 2, het politiebureau voor de ten westen van het Amsterdam-Rijnkanaal gelegen wijken binnen de gemeente Utrecht.
- De Meerndijk en de Waagkuil ten zuiden van de Rijksweg A12. De Meerndijk is omstreeks 1200 aangelegd. De Waagkuil (waag = waai = wiel) is ontstaan doordat overstromingswater van de Lek en/of Hollandse IJssel door de Meerndijk brak. Dit moet vóór 1441 gebeurd zijn.[18]

## Belangrijke wegen, bruggen, parken, pleinen en plantsoenen

### Hoofdwegen
- Burgemeester Middelweerdbaan in De Meern Noord
- Busbaan Oudenrijn in Bedrijvengebied Oudenrijn
- C.H. Letschertweg / N198 evenwijdig met de A12, hoofdverbinding tussen De Meern en Utrecht-West
- Europaweg tussen Veldhuizen en Vleuten, aangelegd omstreeks 1960 ter vervanging van de grindweg Krochtdijk
- Heldammersingel in Veldhuizen, tevens deel van de busbaan tussen De Meern en Vleuten
- Meerndijk / N228 vanaf de Meernbrug naar het zuidwesten
- Oudenrijnseweg tussen de N198 en De Meern Noord
- Rijksstraatweg op de zuidoever van de Leidse Rijn
- Rijksweg 12, waarvan de eerste 4 km ten westen van knooppunt Oudenrijn in De Meern liggen. Voordat deze weg in 1940 werd geopend, reed het autoverkeer van de stad Utrecht naar de grote Zuid-Hollandse steden over de Rijksstraatweg naar de Meernbrug. Daar kon men kiezen tussen rechtdoor in de richting van Leiden en linksaf in de richting van Gouda en Rotterdam.
- Veldhuizerweg / N198 tussen De Meern en Harmelen

### Secundaire wegen

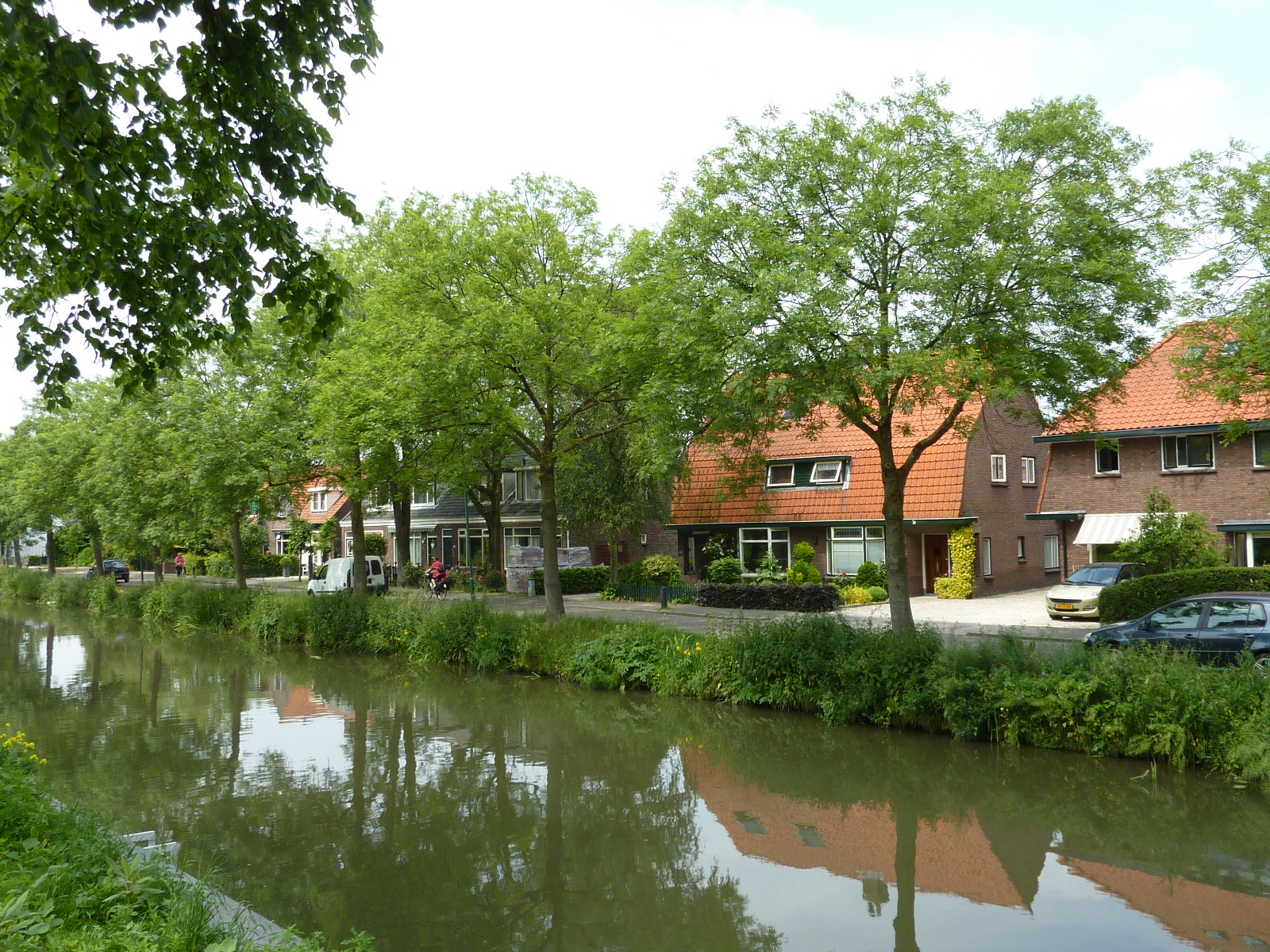
De Zandweg in de buurt Het Weer

- Burgemeester Taets van Amerongenlaan in De Meern Zuid. Deze werd kort voor 1940 aangelegd als toegangsweg naar de toen nieuwe R.K. kerk en een nieuwbouwbuurtje dat na de Tweede Wereldoorlog zou worden gerealiseerd.
- Castellumlaan, aangelegd in het begin van de jaren 1960. Enkele panden aan de Zandweg, waaronder Café De Meernbrug, moesten hiervoor wijken.[19]
- Heicopperkade, achterkade van de Heicopse Polder. Deze begint bij de Meerndijk en loopt ten zuiden van en evenwijdig met de A12 in oostelijke richting.
- Meentweg aan de oostrand van De Meern Zuid
- Reijerscop, oude buurtweg ten zuiden van de A12
- Strijkviertel tussen de Rijksstraatweg en de Heicopperkade. Vanaf circa 1955 ontwikkelde zich langs deze weg het Industrieterrein Strijkviertel, dat thans Bedrijvengebied Oudenrijn heet
- Vicuslaan, voornaamste toegangsweg tot de buurt De Woerd
- Woerdlaan in De Meern Noord, samen met de Groenedijk schakels in de oude wegverbinding tussen Utrecht en De Meern
- Zandweg op de noordoever van de Leidse Rijn. Het gedeelte tussen de Woerdlaan en de Meernbrug was vroeger de Steenweg van De Meern. Daaraan lagen onder andere de kerk, een herberg, een hoefsmederij en enkele winkels.

### Bruggen
De Meern telt 9 bruggen over de Leidse Rijn. Deze worden opgesomd in het artikel over dit kanaal.

### Parken

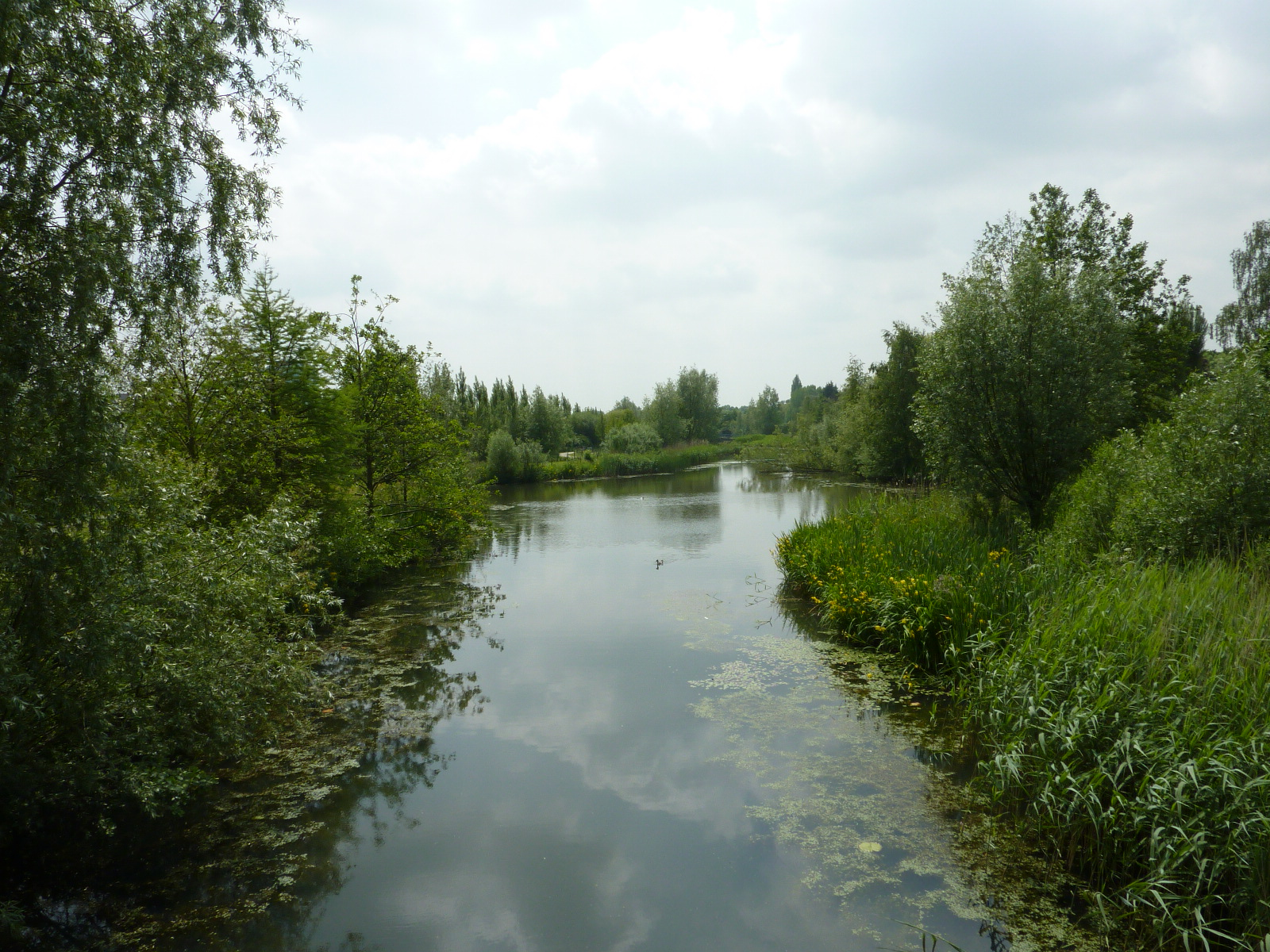
Meentpark

- De Milan Viscontipark in Veldhuizen, waar enkele resten van het middeleeuwse kasteel Nijeveld liggen
- Kloosterpark tussen De Meern Zuid en Veldhuizen
- Mauritspark tussen De Meern Zuid en de A12
- Máximapark tussen De Meern, Vleuten en de Utrechtse wijk Leidsche Rijn
- Meentpark tussen De Meern Zuid en Bedrijvengebied Oudenrijn
- Park De Balije in Veldhuizen
- Veldhuizerpark tussen Veldhuizen en de A12

### Pleinen
- Castellumplein bij de Meernbrug en de Marekerk
- Hoge Woerdplein voor de hoofdingang van Castellum Hoge Woerd
- Mereveldplein waaromheen het gelijknamige winkelcentrum is gebouwd
- Pratumplaats even ten oosten van Castellum Hoge Woerd

### Plantsoenen
- Bert Voetenplantsoen in De Woerd
- Dorpstuin De Meern aan de Rijksstraatweg tegenover de Marekerk
- Hélène Swarthplantsoen / Vasalisplantsoen in De Woerd
- Prins Willem-Alexanderplantsoen in De Meern Zuid. Hier vindt elk jaar op 4 mei de dodenherdenking plaats.

## Economie
De Meern telt ongeveer 2.150 bedrijfsvestigingen. Ruim een derde deel hiervan behoort tot de sector Zakelijke dienstverlening. Deze sector is in De Meern de grootste. De tweede sector is Handel en Horeca, de derde Nijverheid en Energie.
Een concentratie van bedrijven ligt even ten noordwesten van het verkeersknooppunt Oudenrijn. Dit Bedrijvengebied Oudenrijn met een oppervlakte van 74 ha bevat onder andere handels- en distributiecentra, kantoren en productiebedrijven, waaronder een katalysatorenfabriek. Tussen de Meerndijk en de Achtkantemolenvliet, niet ver van de A12, ligt het kleine bedrijventerrein De Dompelaar. Aan de Pratumplaats bij het castellum bevindt zich de bierbrouwerij Maximus.
De Meern heeft twee winkelcentra: Mereveldplein in De Meern Zuid en De Veldhof in Veldhuizen. In de omgeving van de Meernbrug zijn winkels en kleine dienstverlenende bedrijven en kantoren geconcentreerd. De ongeveer 15 horecazaken in De Meern zijn van uiteenlopende aard (café, ijssalon, cafetaria's, grote en kleine restaurants) en liggen verspreid over de verschillende buurten.

## Cultuur, recreatie en evenementen
Ondanks dat De Meern geen geconcentreerd uitgaansgebied heeft, zijn er tal van plaatsen voor ontmoeting, culturele beleving en recreatie.

### Cultuur
- In het gereconstrueerde Castellum Hoge Woerd bevindt zich het Museum Hoge Woerd met als belangrijkste object het geconserveerde Romeinse Schip De Meern 1. Dit schip werd in 1997 kort voor de bouw van de buurt Veldhuizen in de bodem aangetroffen. Vermoedelijk is het daar in de rivier de Rijn gestrand. Delen van  de scheepsinventaris en persoonlijke eigendommen zijn achtergelaten en nu ook te zien in dit museum. Ook vele andere archeologische vondsten in De Meern worden hier tentoongesteld. Naast het museum bevindt zich de theaterzaal Podium Hoge Woerd.
- Muziekpodium Azotod, Meerndijk dicht bij de N198
- De rooms-katholieke Mariakerk is rijk aan voorwerpen van beeldende kunst van onder andere Leo Jungblut, Adriaan van der Weijden en Hildegard Brom-Fischer. Het kerkgebouw is een rijksmonument. Zie hierboven onder 'Bijzondere gebouwen'.
- Sociaal-Cultureel Centrum De Schalm, Oranjelaan 10. Zie ook hierboven onder 'Kerkelijke gebouwen'.
- Openbare bibliotheek, Oranjelaan 14

### Recreatie
- Steede Hoge Woerd, Hoge Woerdplein 1, een educatief-recreatief centrum voor jeugd en volwassenen, dat onder meer workshops organiseert.
- Het Máximapark heeft ingangen in De Meern Noord en biedt vele recreatiemogelijkheden.
- In de Strijkviertelplas kan worden gezwommen. Er zijn stranden en zonneweiden. Rondom deze plas kan worden gefietst en gewandeld.

### Evenementen
- Limes grasvolleybaltoernooi, jaarlijks evenement in het Máximapark
- Loop van Leidsche Rijn, jaarlijks hardloopevenement op Hemelvaartsdag
- Romeinse Voettochten, jaarlijks wandelevenement op Hemelvaartsdag met afstanden van 5 tot 30 km
- Open Snelschaakkampioenschap, jaarlijks evenement in De Schalm omstreeks de jaarwisseling.

## Verenigingsleven en ontmoetingsplaatsen
De Meern heeft een rijk verenigingsleven. VV De Meern is met bijna 2.000 leden een van de grootste voetbalverenigingen van Nederland en met ruim 500 leden is de Landelijke Rijvereniging De Voornruiters de grootste van het land op het gebied van paardensport. De andere sporten die in De Meern in verenigingsverband kunnen worden beoefenend zijn korfbal, hockey, handbal, basketbal, volleybal, badminton, tennis, tafeltennis, atletiek, judo, zwemmen en waterpolo, schaken, bridge en biljarten. Op cultureel gebied zijn de Toneelvereniging De Meern, de Muziekvereniging De Bazuin en een aantal koren actief. Belangrijke andere verenigingen zijn onder meer de Vereniging van de Vrijwillige Brandweer, de Oranjevereniging, Scouting Rhenova en de Historische Vereniging Vleuten, De Meern, Haarzuilens & Leidsche Rijn.
Ontmoetingsplaatsen voor de inwoners van De Meern zijn, behalve de kerken, de moskee en de sportaccommodaties, het Sociaal Cultureel Centrum De Schalm en het Vereenigingsgebouw De Zandweg. Deze beide locaties bieden onderdak aan verschillende verenigingen. De Schalm fungeert bovendien als buurthuis. Dicht bij de Meernbrug hebben jongeren hun overdekte JOP (Jongeren Ontmoetingsplek).

## Bekende (oud-)inwoners

### Geboren in De Meern
- Adriaan van der Weijden (1910-1971), beeldend kunstenaar, won in 1940 de Prix de Rome, maakte o.a. mozaïeken, muurschilderingen en glas-in-loodramen. Vervaardigde voor de r.k. kerk in De Meern kruiswegstaties en een muurschildering[21][22]
- Ton van Schaik (1941), historicus en publicist
- Frans van Seumeren (1950), ondernemer die in 2001 leiding gaf aan de berging van de Russische onderzeeboot Koersk
- Agnes Jongerius (1960), lid van het Europees Parlement, daarvoor voorzitter van de FNV
- Hella Jongerius (1963), industrieel ontwerper[23]
- Gerrit van Kouwen (1963-2024), autocoureur
- Gerwin van der Werf (1969), schrijver

### Woonachtig geweest in De Meern
- Jan Willem Antonie Barchman Wuytiers (1847-1926), burgemeester o.a. van Amersfoort van 1901 tot 1912, woonde daarvoor en daarna in het landhuis Voorn aan de Stadsdam.
- Jaap Mijderwijk (1911-1965), richtte in 1944 het plaatselijke illegale nieuwsblad De Laatste Loodjes op.
- Chris Schut (1912-2000), bekend tekenaar van Utrechtse stadsgezichten, groeide op in het huis Tjepma aan de Strijkviertel
- Cor Niessen (1924 - 2019), zanger (bas/bariton)
- Herman Bode (1925-2007), eerste vicevoorzitter van de FNV, daarvoor vicevoorzitter van het Nederlands Katholiek Vakverbond (NKV)
- Gijsbert Hamoen (1932-2013), dichter, publicist, Nederlands-hervormd predikant o.a. in De Meern van 1987 tot 1995